# Sentō

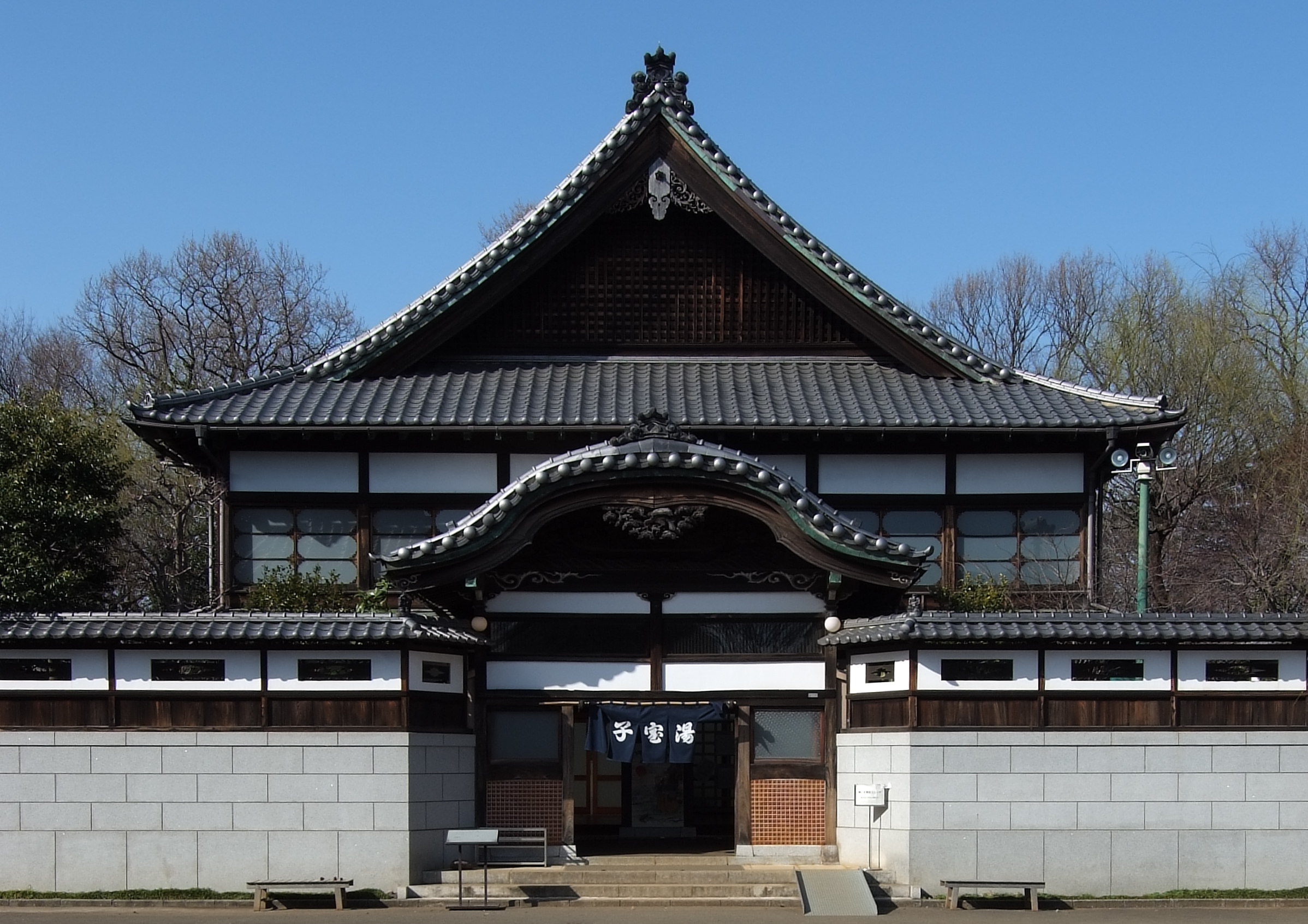
Entrada del sentō del Museo al Aire Libre de Edo-Tokio

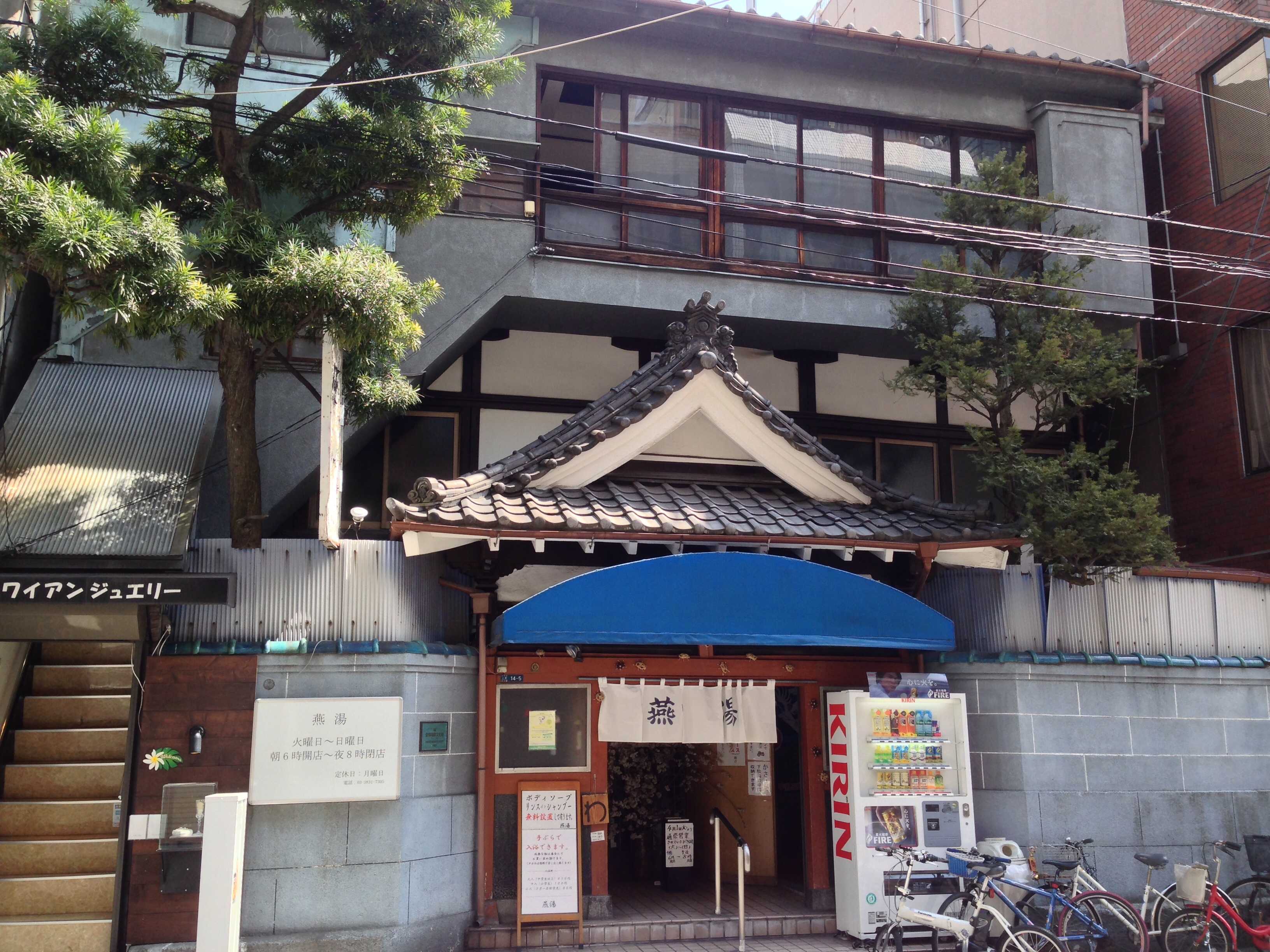
Entrada del sentō Tsubameyu de Ueno (Tokio).

El sentō (銭湯?   literalmente "baño de pago") es un tipo de baño público japonés donde los clientes pagan para entrar y usar este servicio de baño. Tradicionalmente, estas casas de baños tienen un carácter bastante funcional, con una gran sala provista de un muro para separar los sexos y una serie de duchas a ambos lados para que la gente entre ya limpia a la bañera junto con los demás usuarios. A diferencia del onsen, que es otro tipo de baño público que utiliza agua termal, en el sentō se utiliza y calienta agua extraída de la red de suministro público.
La institución de los baños públicos tiene su origen en la importancia que las principales religiones de Japón otorgan al agua, un elemento que se asocia al concepto de purificación. En Japón, el baño (furo) no es sólo una práctica para mantener la higiene corporal, sino que también es una forma de purificar el cuerpo y el espíritu del estrés diario.
En las ciudades, los baños públicos son relativamente fáciles de reconocer por su alta chimenea, ya que en la mayoría de los casos aún se calientan con madera. La entrada suele tener un diseño similar al de un templo. Aunque en la antigüedad la ropa y otros efectos personales se depositaban en cestas o estanterías abiertas, los establecimientos modernos disponen de taquillas en los vestuarios. Una puerta corredera situada entre los vestuarios y las zonas de baño garantiza que no se escape el calor. Tradicionalmente, la zona de baño está revestida de madera. En una de las paredes laterales suele estar pintado un paisaje natural (por ejemplo, una montaña, a menudo el monte Fuji).
Antes de tomar el baño propiamente dicho, hay que llevar a cabo una limpieza concienzuda del cuerpo, que suele hacerse en pequeños taburetes situados frente a una hilera de grifos de agua fría y caliente. Todos los usuarios deben enjabonarse y aclararse bien antes de entrar en la bañera. Suele haber dos o tres vasos, cada uno con una temperatura distinta. En cualquier caso, los baños japoneses son relativamente calientes, pues la temperatura del agua es de al menos 40 grados centígrados.
A lo largo de su historia, los baños públicos japoneses pasaron de ser locales integrados en templos budistas a convertirse en un lugar de encuentro social. La razón de su éxito, que alcanzó su punto culminante a finales de la década de 1960, radica en determinados conceptos fundamentales de la cultura japonesa, para la que compartir la desnudez (hadaka no tsukiai) y la intimidad física (skinship) son una importante forma de comunicación. Desde la segunda mitad del siglo XX, estos lugares han ido perdiendo popularidad debido al aumento de los baños propios en los hogares japoneses. Aun así, siguen siendo un lugar en el que uno puede pasar el tiempo limpiándose el cuerpo, relajarse y socializar con amigos, familiares, vecinos o incluso desconocidos.

## Historia

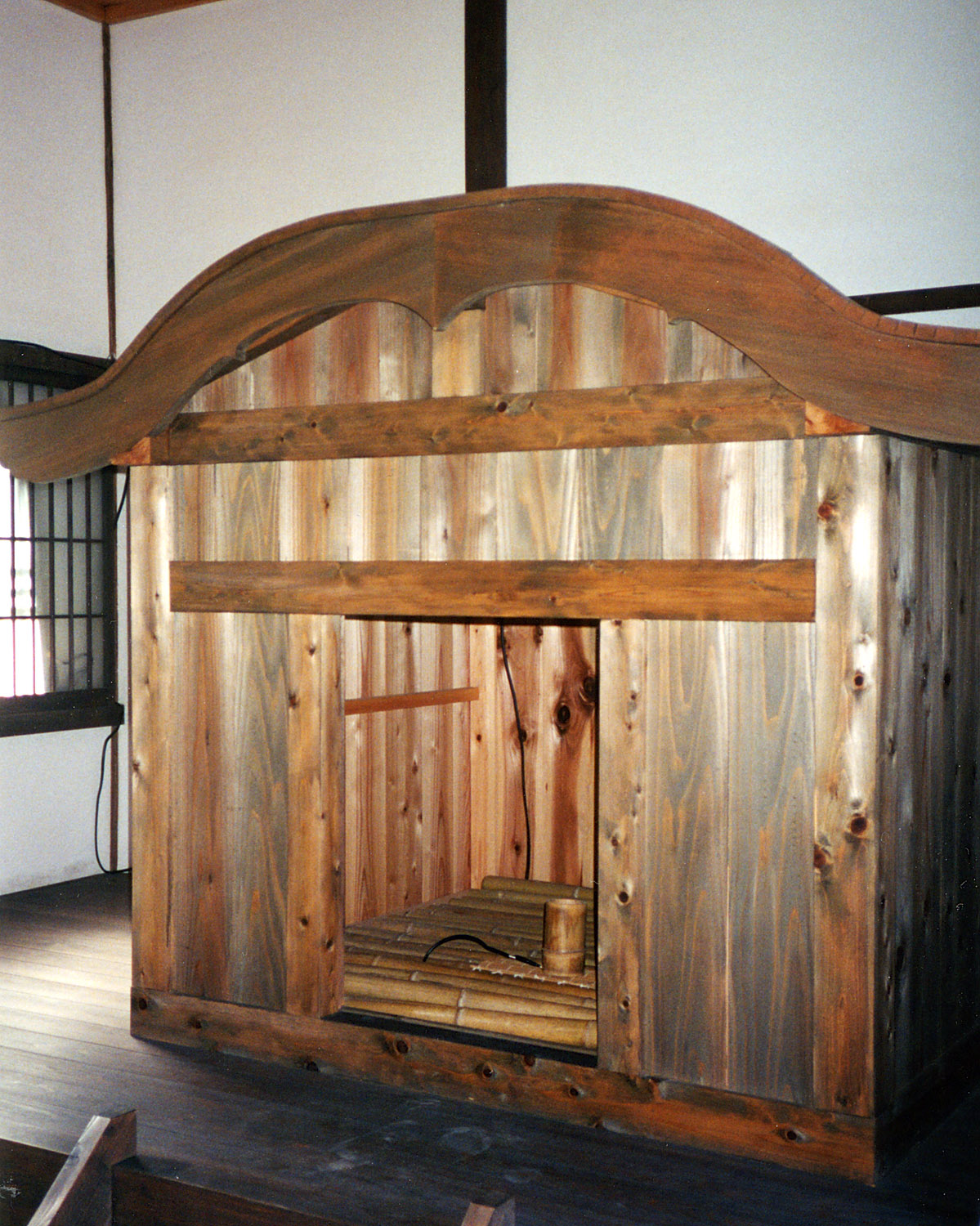
Baño en el interior del templo budista Eikan-dō Zenrin, en Kioto

Para los japoneses, el ritual del baño (風呂 furo?) no sólo constituye una forma de mantener un alto nivel de higiene, sino que también es la manera que tienen de purificar su cuerpo y su espíritu del estrés diario. El origen de esta tradición se remonta al importante significado simbólico que posee el agua en las principales religiones que se practican en Japón: en el sintoísmo, es costumbre lavarse las manos y la boca antes de rezar  (手水 temizu?,  literalmente "agua para las manos"), mientras que en determinados rituales se realiza una ablución completa del cuerpo en ríos o cascadas, una práctica que se conoce como misogi (禊?); del mismo modo, los monjes ascetas yamabushi (山伏?) se aislaban para meditar bajo la corriente constante de una cascada. En la India, donde empezó a extenderse el budismo, los edificios que se utilizaban para la purificación ritual solían construirse en el interior de los templos, una tradición que acabó adoptándose también en Japón.

### Del período Nara al período Kamakura (710-1333)
El monje budista y explorador Xuanzang (602-664) relata en uno de sus diarios cómo ya en el siglo VII eran comunes en China los locales públicos destinados a los baños rituales y a las ceremonias religiosas budistas habituales. En Japón se extendieron a principios del período Nara (710-784), y recibieron el nombre de yuya (湯屋?   literalmente "casa con agua caliente") u ōyuya (大湯屋?   "casa grande con agua caliente"), cuando adquirieron mayores dimensiones. En un principio, estos edificios estaban reservados únicamente a los dignatarios religiosos, pero a partir del período Kamakura (1185-1333) se pusieron de forma ocasional a disposición de los pobres y los enfermos. Esta práctica, llamada seyoku (施浴?   "baño de beneficencia"), nació como un gesto filantrópico hacia los menos pudientes, pero con el tiempo acabó adquiriendo un importante significado religioso, que elevó el ritual hasta convertirlo en sinónimo de renacimiento espiritual.
Algunos documentos japoneses, como los Izumo fudoki (出雲国風土記?   los antiguos registros que describen las costumbres, tradiciones y geografía de la provincia de Izumo, actual prefectura de Shimane) describen cómo la gente acudía a tomar baños en fuentes de aguas termales para purificarse y mantenerse sana, incluso antes del año 737. Sin embargo, la primera descripción precisa de estos rituales en territorio japonés es en lengua china y se encuentra en los relatos del Reino de Wei, que datan del siglo III. Con todo, no está claro en qué momento las instalaciones que ofrecían este servicio se transformaron en baños públicos de pago: la primera referencia al uso de la palabra sentō para referirse a un baño público de pago se encuentra en el escrito de 1266 Nichiren goshoroku (日蓮御書録?), del monje budista Nichiren (1222-1282); otras fuentes indican, en cambio, que el primer baño público se abrió en el distrito de Gion, en Kioto, a principios de la década de 1220.
Tampoco se conoce el momento exacto en que los baños públicos adquirieron gran popularidad, aunque la costumbre de acudir a ellos se había convertido en una rutina normal entre la gente común ya en el período Kamakura. Los comerciantes acaudalados y los miembros de las clases altas, por su parte, solían disponer de estancias dedicadas a tal práctica instaladas en el interior de sus viviendas.

### Del período Muromachi al período Edo (1336-1868)

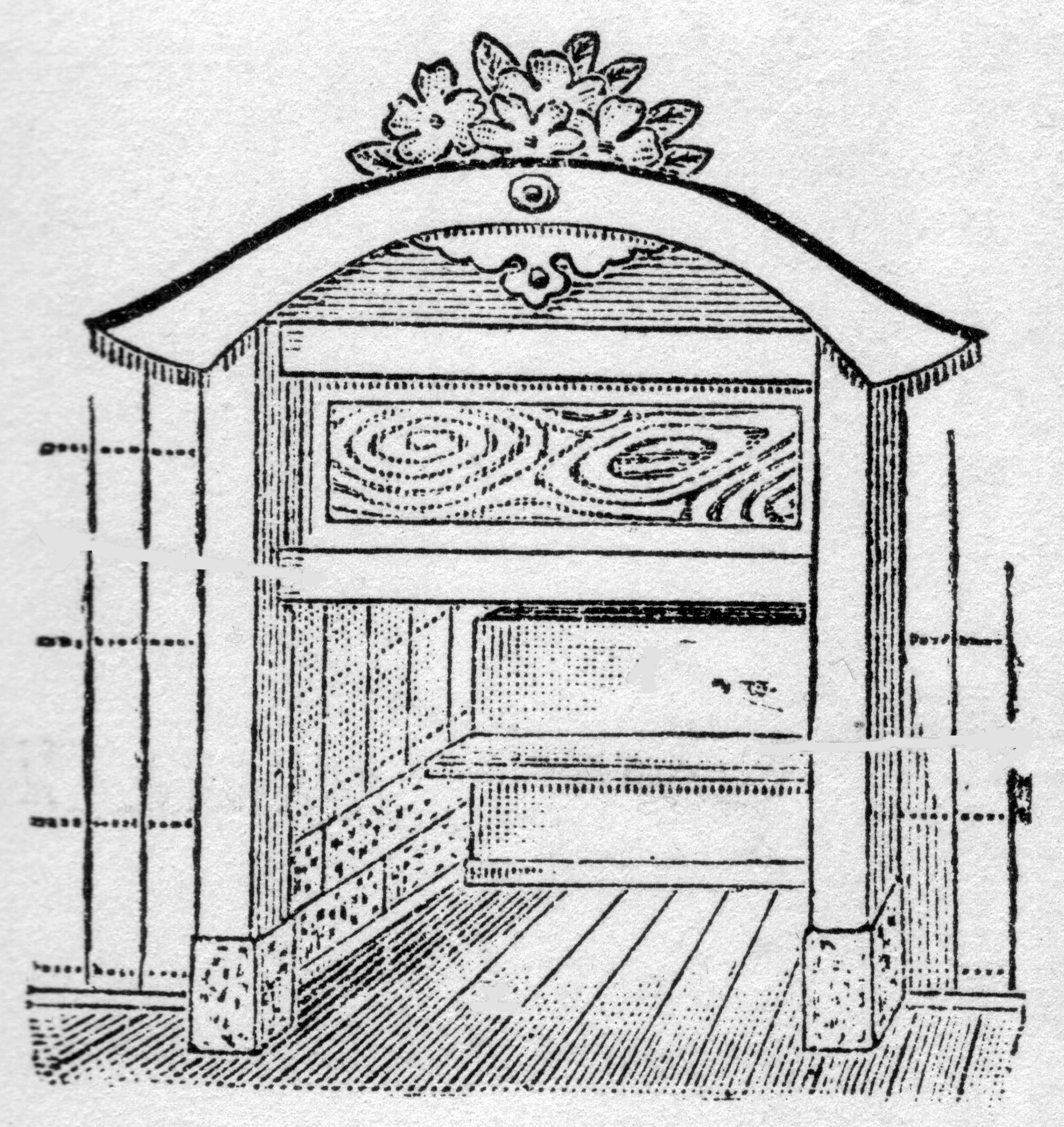
El zakuroguchi impedía que el vapor y el calor escaparan de la sala de baño

A principios del período Edo (1603-1868), y en los años anteriores, se difundieron diversas tipologías de baños públicos, como el mushiburo (蒸し風呂?   literalmente "baño de vapor"), particularmente popular en la región de Kansai. Eran básicamente baños turcos que se realizaban en una cueva en cuyo interior se colocaban esteras de paja empapadas en agua de mar que se ponían sobre una capa de carbones candentes para que el agua se evaporara. En el resto de Japón, en cambio, se podían encontrar estructuras más complejas que combinaban el uso del agua caliente y el vapor, y que se caracterizaban por tener estancias pequeñas y oscuras sin ventanas. La entrada al propio baño, llamada zakuroguchi (石榴口?), era una abertura de sólo 80 centímetros de altura diseñada para que el calor del interior no pudiera escapar, si bien obligaba a quienes desearan utilizar los baños a agacharse para acceder a ellos.

Onna yu (女湯) de Torii Kiyonaga (1752-1815)

En 1591, el comerciante Ise Yoichi construyó unos baños públicos de pago en la ciudad de Edo, la actual Tokio, cerca del Edobashi, y se presume que fue el primer edificio de este tipo que se inauguró en la ciudad. Con la instauración del shogunato Tokugawa y el traslado de la sede del poder a Edo, la ciudad creció en población, y resultó necesario construir varios baños públicos más, ya que las viviendas no contaban con instalaciones hidráulicas. Estos se convirtieron en poco tiempo en el principal punto de referencia social de la ciudad; Jōshin Miura (1565-1644), en uno de sus escritos sobre Edo, cuenta lo económicos que eran y cómo había al menos uno en cada barrio. El propio Tokugawa Ieyasu (1543-1616) permitió en cierta medida su proliferación al desincentivar la construcción de baños dentro de las casas particulares, debido a que para calentar el agua se utilizaban métodos poco seguros: de hecho, los incendios suponían uno de los mayores problemas para una ciudad que en aquella época se componía casi exclusivamente de construcciones de madera.

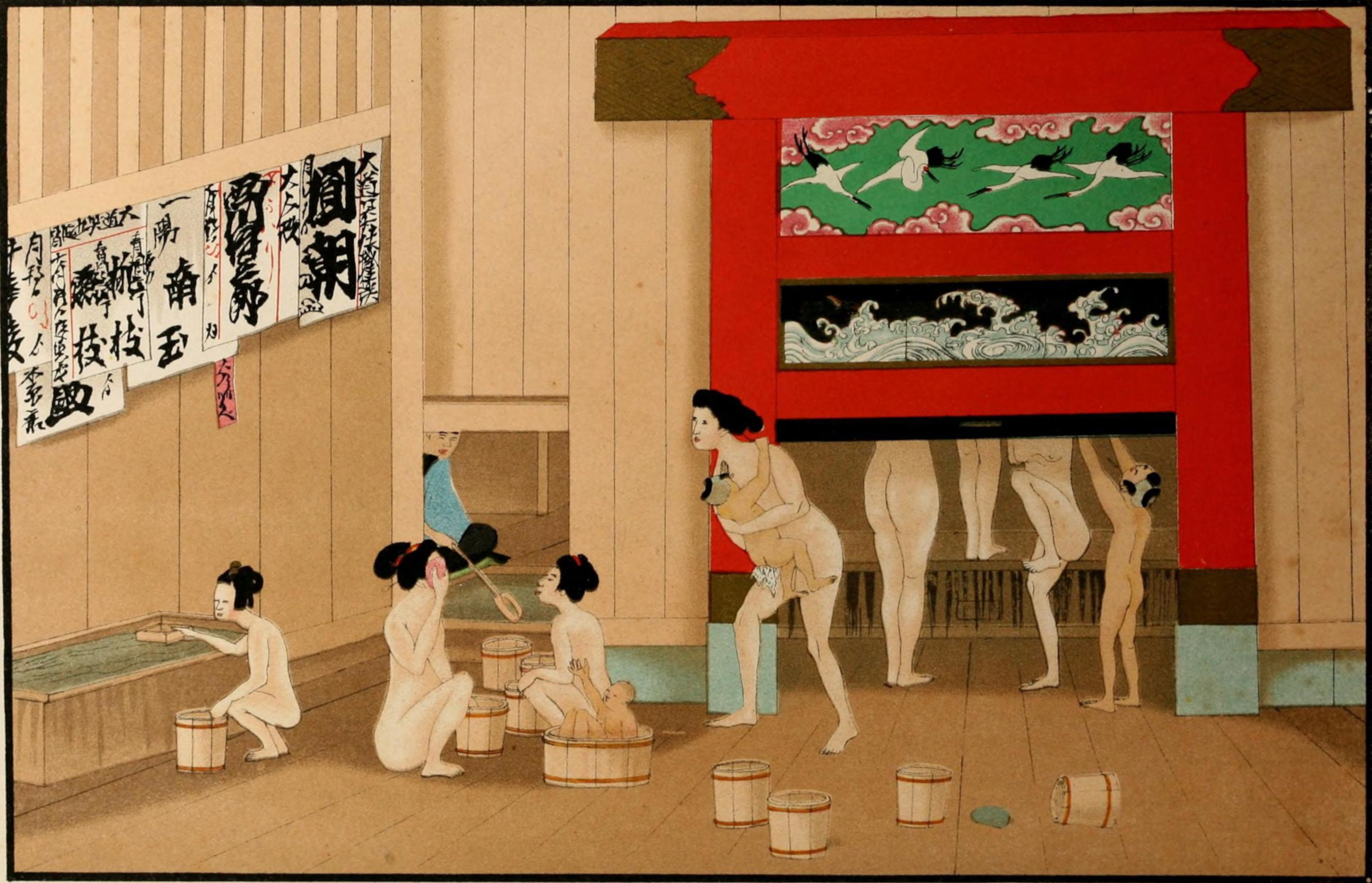
Representación de un baño público japonés (1867)

El gran éxito de los baños públicos en el período Edo se debió también a la presencia de las yuna (湯女?   literalmente "mujeres del agua caliente"), que eran las encargadas de prestar asistencia a los usuarios de los baños. Se dedicaban principalmente a limpiar las espaldas de los clientes, pero también se encargaban de entretenerlos tocando música, bailando y, en ocasiones, prestando servicios sexuales. Sin embargo, como medida preventiva contra este tipo de prostitución, el shogunato se vio obligado a imponer normas más estrictas sobre los sentō, y en 1637 dispuso que cada establecimiento no podía tener más de tres yuna, una medida que, no obstante, tuvo un efecto limitado. En 1658, las normas se endurecieron aún más, y su figura quedó limitada a los barrios del placer. Dado que seguía siendo necesario contar con encargados que asistieran a la clientela, en lugar de los yuna se generalizó la figura de los sansuke (三助?   literalmente "tres ayudantes"), ayudantes varones que se ocupaban principalmente de lavar el pelo, por lo que adquirieron una considerable popularidad entre las mujeres, aunque no está claro si también ellos se prostituían o no.
En los años siguientes, el shogunato Tokugawa implantó nuevas normativas destinadas principalmente a regular el número de baños públicos, pero sobre todo a evitar el aumento de los problemas sociales derivados de su proliferación. Hasta entonces, los baños que permitían el acceso a personas de ambos sexos al mismo tiempo eran la norma, circunstancia que no era particularmente del agrado del gobierno, que trató de abolirlos en varias ocasiones durante los siglos XVIII y XIX. En Edo, a partir de la década de 1790, fueron sustituidos por baños públicos destinados sólo a mujeres y otros sólo a hombres; algunos admitían a ambos sexos, pero contaban con estancias separadas. También los visitantes y misioneros occidentales que llegaron a Japón durante el siglo XIX se mostraban abiertamente contrarios a esta práctica; el misionero inglés George Smith (1815-1871), en su obra Ten Weeks in Japan (Diez semanas en Japón), escribió:

«Hacia el final de la tarde o en las primeras horas de la noche, personas de todas las edades y de ambos sexos se juntan en una multitud desvergonzada [...] sin el menor atisbo de pudor [...] o decoro moral [...]. [Los japoneses son] una de las razas más licenciosas del mundo».
«Towards the latter part of the afternoon or at early hour of the evening, all ages and both sexes are intermingled in one shameless throng [...] without sign of modesty [...] or moral decorum [...]. [The Japanese are] one of the most licentious races in the world».
George Smith en Ten weeks in Japan, 1861

En Hakodate (Hokkaidō), en 1854, un celador se encargaba de que no robaran la ropa u otros efectos personales y, aunque aún se toleraban los baños promiscuos, velaba por que la clientela mantuviera un comportamiento moralmente aceptable.

### Período Meiji (1868-1912)

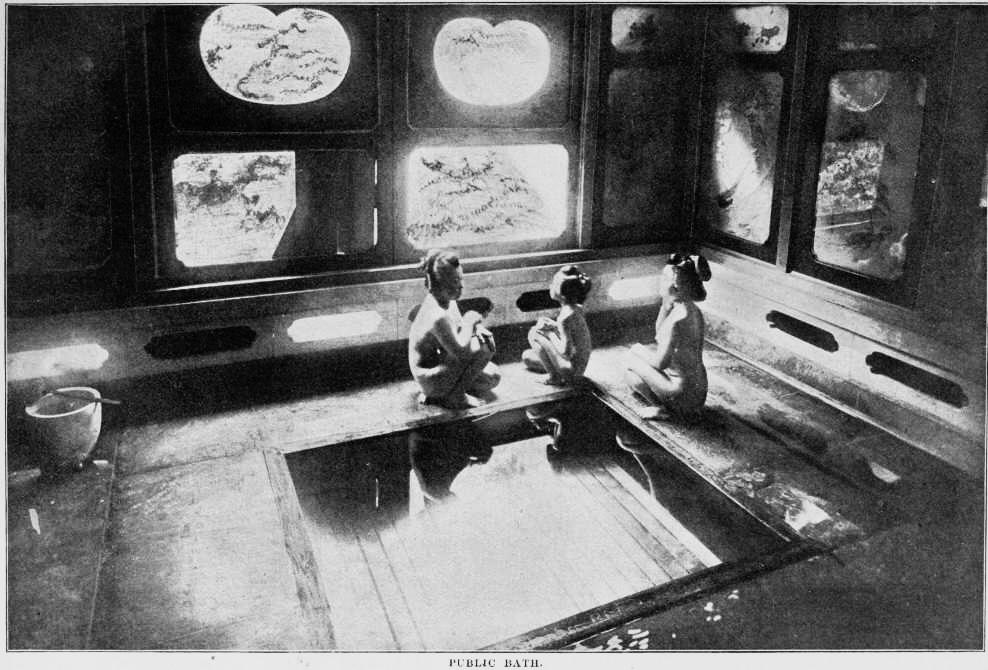
Un baño público japonés a principios del siglo XX

Durante el período Meiji (1868-1912), las características de los baños públicos japoneses experimentaron grandes cambios. Con la caída del último Shōgun y la instauración de la nueva forma de gobierno, se inició un proceso de modernización y occidentalización que llevó al abandono de muchas prácticas y costumbres típicas de períodos históricos anteriores. Dada su mala reputación, especialmente entre los occidentales que empezaban a acudir en masa a Japón tras el fin del sakoku y la apertura de las fronteras, los baños públicos mixtos fueron abolidos de forma definitiva. Al principio, la adaptación de los sentō a las nuevas normas consistió en la simple colocación de muros de ramas de bambú a modo de separadores entre las zonas masculina y femenina, que a menudo contaban con aberturas para que los miembros de una misma familia pudieran pasarse el jabón u otros accesorios de higiene a través de ellas. No fue hasta épocas posteriores cuando se dotaron de entradas, vestuarios y salas de baño completamente separadas.

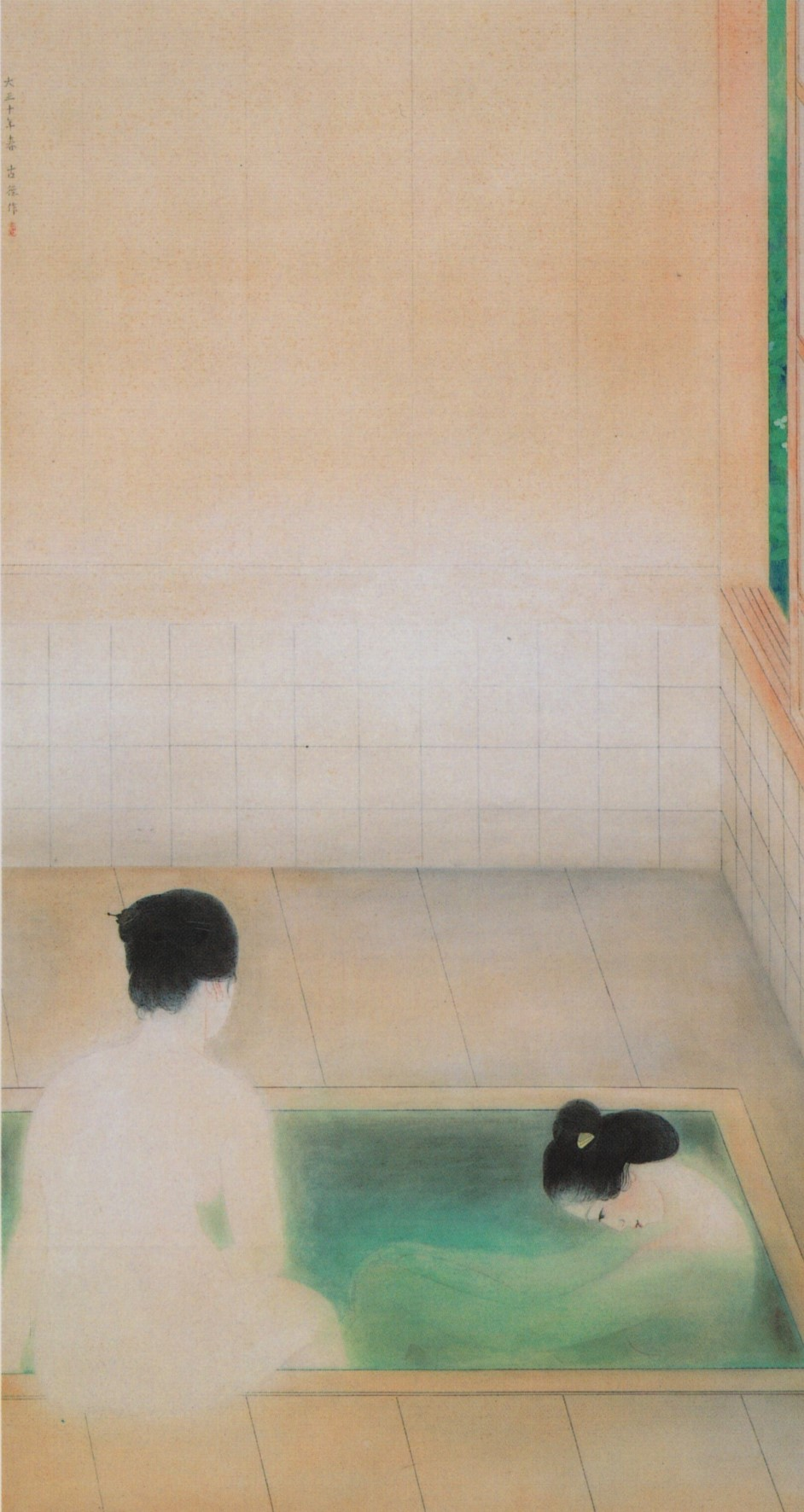
En el baño, obra de Kokei Kobayashi

A partir de 1877, los baños sufrieron nuevas modificaciones, como la ampliación de las bañeras y el aumento de la altura del techo y, sobre todo, la eliminación del zakuroguchi y la instalación de ventanas que, además de aportar una mayor luminosidad a las estancias, pusieron fin al uso del vapor. El principal material que se empleaba seguía siendo la madera y, dada la ausencia de grifos y mezcladores, la única agua caliente disponible era la que contenían las bañeras.

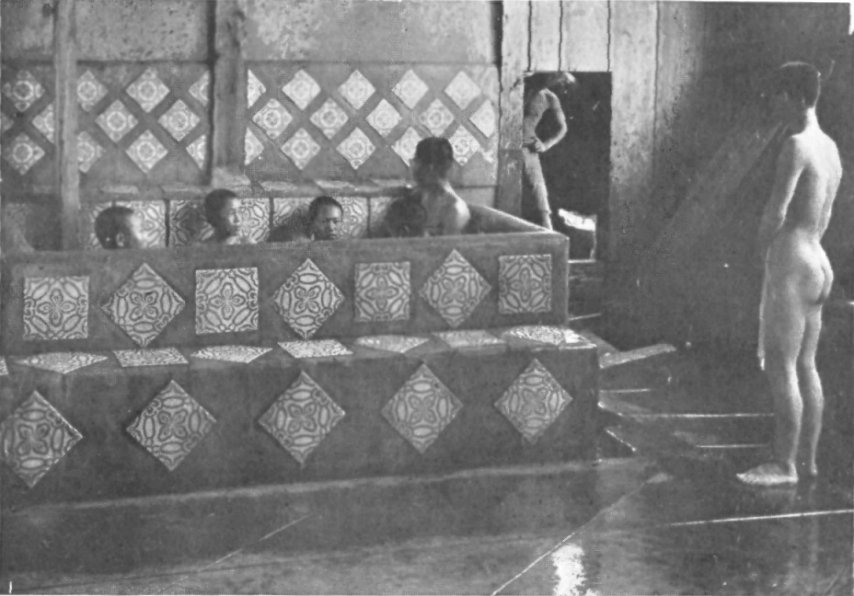
Baño público en una escuela agrícola en 1920

Además, en 1890 se aprobó otra ley relativa al comportamiento que debía observarse en los baños, según la cual sólo los niños menores de ocho años podían bañarse con un progenitor del sexo opuesto.

### Del periodo Taishō a la Segunda Guerra Mundial (1912-1945)
Durante el período Taishō (1912-1926), las baldosas de cerámica fueron sustituyendo gradualmente a los suelos y paredes de madera, lo que se tradujo en una mejora de las condiciones higiénicas. Tras el devastador terremoto de Kantō de 1923, Tokio quedó casi completamente destruida y, durante las obras de reconstrucción de los años siguientes, casi todos los nuevos baños públicos implantaron el uso de baldosas dentro de las zonas de baño. A principios del período Shōwa (1926-1989), la instalación de grifos (カラン karan?,  del neerlandés kraan, "grifo") para el agua fría y caliente permitió crear pequeños puestos individuales para que los clientes pudieran elegir a su gusto la temperatura más agradable para el lavado previo al baño.
Durante la Segunda Guerra Mundial (para Japón, 1941-1945), muchas ciudades japonesas sufrieron graves daños y, como consecuencia, muchos baños públicos quedaron destruidos. Además, los empleados fueron llamados a filas para combatir en la guerra, por lo que las mujeres quedaron a cargo de los sentō. En 1941, solo en Tokio había 2.796 baños públicos, cifra que se redujo a 400 una vez finalizado el conflicto. No obstante, los establecimientos que permanecían abiertos tenían unos horarios de apertura limitados, y además su actividad se veía perturbada por los constantes ataques aéreos y las consiguientes alarmas.

### Desde la Segunda Guerra Mundial hasta la actualidad

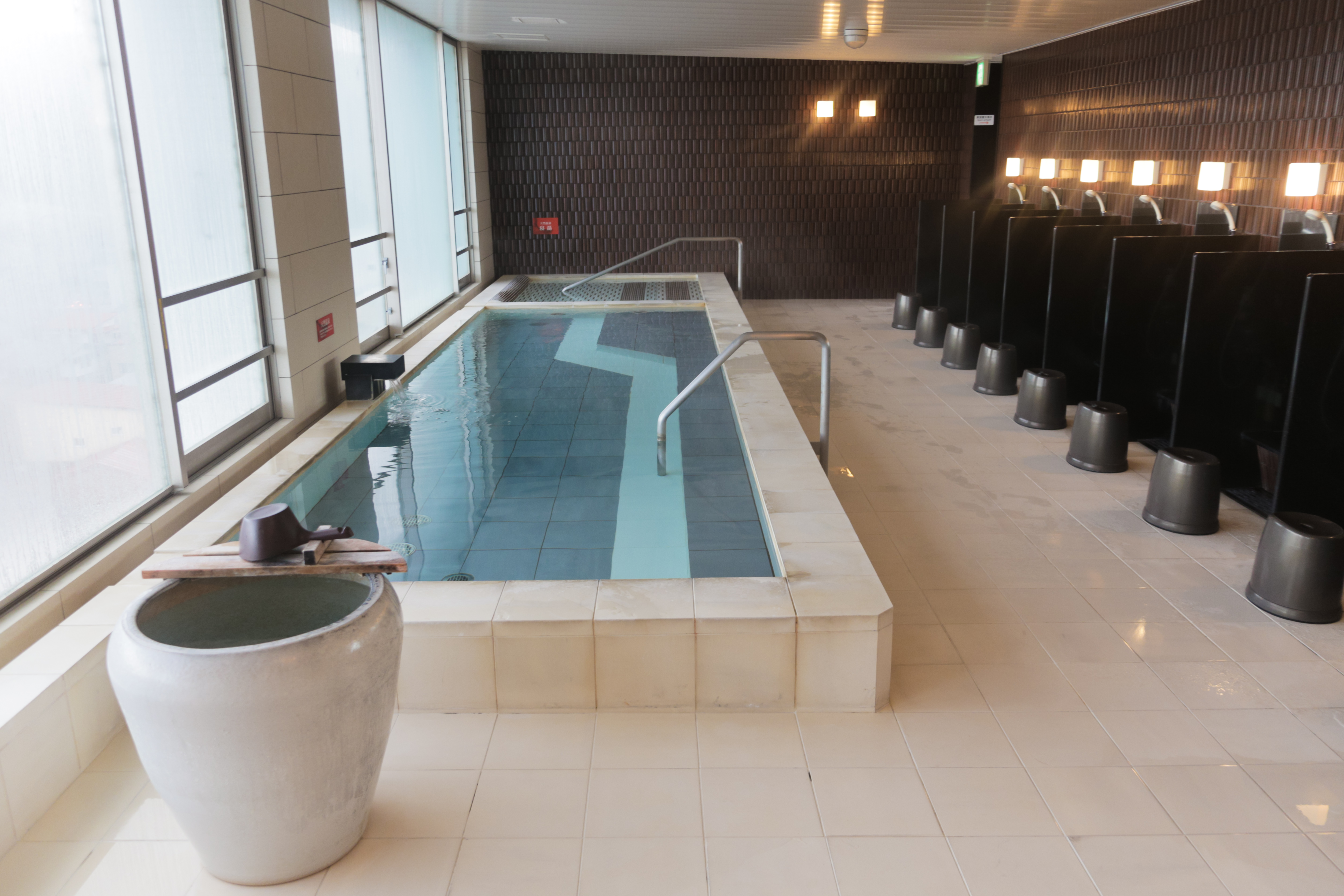
Interior de un sentō moderno

Tras haber sido destruidas la mayoría de las viviendas, solo unas pocas personas tenían acceso a un baño privado, circunstancia que propició el aumento del número de baños públicos. Entre las décadas de 1960 y 1970, los sentō fueron testigos de la instalación de las primeras duchas y se convirtieron en uno de los lugares clave durante la etapa de reconstrucción de posguerra del país, hasta llegar a su punto culminante en 1968, cuando se contabilizaban unos 10 000, de los cuales 1287 solo en Tokio.
No obstante, a finales del período Shōwa creció el número de viviendas particulares dotadas de estancias para el baño, lo que provocó el consiguiente descenso del número de clientes de los sentō y, por tanto, también del número de estos establecimientos. En 1994, había en funcionamiento 1.669 baños públicos en Tokio, pero este número descendió bruscamente debido al boom inmobiliario y al aumento del precio del suelo; en 2008, se contabilizaban 3000 baños públicos en todo Japón y, desde entonces, unos 300 cesan su actividad cada año.
Para tratar de revertir esta tendencia, muchos propietarios intentan adaptarse a los nuevos gustos de los clientes ofreciendo servicios más variados. Algunos apuestan por la tradición y gestionan sentō con instalaciones muy tradicionales para atraer a los clientes nostálgicos del viejo Japón. Este tipo de sentō suele estar situado en plena naturaleza, en ubicaciones pintorescas, y a menudo cuenta con un baño al aire libre. Algunos excavan pozos para utilizar agua termal y pasan de ser un sentō normal a un más prestigioso onsen.

Un super sentō moderno en Osaka

Las casas de baños con edificios o entornos menos atractivos tienden a transformarse en los denominados super sentō (スーパー銭湯 sūpā sentō?), pues ofrecen instalaciones de nueva generación y servicios más variados que las clásicas dos o tres bañeras, como por ejemplo baños de vapor, saunas, jacuzzis o incluso toboganes. Otros se han transformado en auténticos balnearios y ofrecen servicios que van más allá de la mera higiene como masajes, baños medicinales y gimnasios. Incluso existen sentō con parques temáticos a su alrededor, con restaurantes, bares de karaoke y otras atracciones. Este tipo de instalaciones pueden requerir que los clientes lleven bañador, lo que las acerca más a un parque acuático occidental que a un auténtico sentō.

## Características

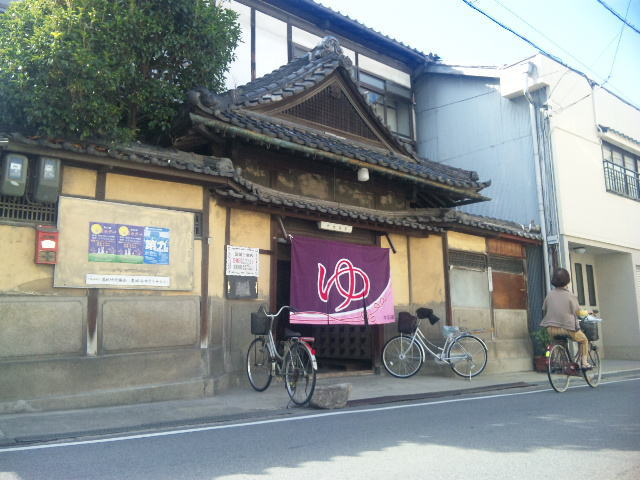
Ejemplo de sentō en el que se aprecia el tejado de estilo karahafu y el noren con el carácter hiragana yu (ゆ)

### Entrada
A diferencia de los ryokan y los onsen, los sentō no tienen la característica veranda de madera (縁側 engawa?) que separa la calle o el jardín de la entrada del edificio. De esta tarea se encarga el noren (暖簾?), una cortina divisoria que se utiliza como letrero y que también se puede encontrar en otros lugares públicos japoneses, como los pequeños restaurantes tradicionales. En ella suele figurar impreso el kanji que indica el agua caliente (湯 yu?) o el carácter hiragana correspondiente  (ゆ yu?). Los sentō suelen ser fácilmente reconocibles desde el exterior gracias a sus tejados de estilo karahafu (唐破風?), que a primera vista les confieren el aspecto de un templo.

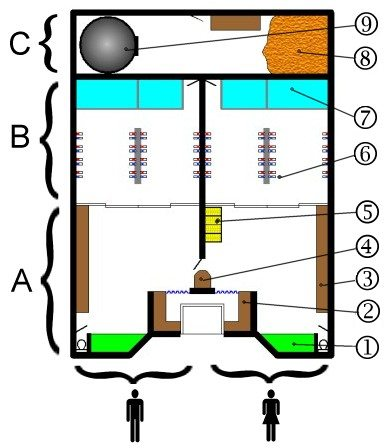

| A - Datsuiba     | 1 - jardín           |
|                  | 2 - zapatero         |
|                  | 3 - taquillas        |
|                  | 4 - bandai           |
|                  | 5 - cunas para bebés |
| B - Zona de baño | 6 - duchas           |
|                  | 7 - bañeras          |
| C - Calefacción  | 8 - combustible      |
|                  | 9 - caldera          |

### Vestuarios
Justo después de la entrada y antes de acceder a las zonas de baño se encuentra el datsuiba o datsuijo (脱衣場?), un espacio que sirve como vestuario y que está dividido en zonas masculina (男湯 otokoyu?) y femenina (女湯 onnayu?). En esta estancia, equipada con lavabos, espejos, máquinas expendedoras y sillas, los clientes pueden descalzarse y guardar la ropa en taquillas. El suelo es de tatami y suele ser una zona más seca y limpia que la sala de baño adyacente. El techo es bastante alto, de al menos 3 o 4 metros, para permitir la circulación del aire, mientras que el muro o tabique que separa las zonas masculina y femenina es ligeramente más bajo, normalmente de 2 metros de altura.

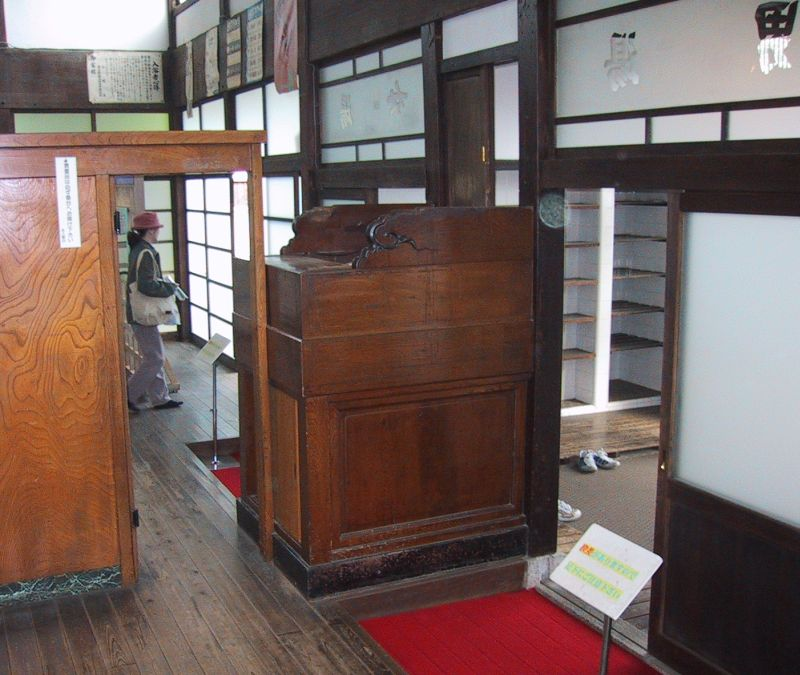
Ejemplo de bandai conservado en el Museo de Arquitectura al Aire Libre de Edo-Tokio

Entre ambas zonas se encuentra el bandai (番台?), una plataforma elevada de forma rectangular o semicircular donde un encargado, el llamado bandai-san, cobra la entrada a la casa de baños, y donde los clientes pueden comprar champú, jabón o toallas. El bandai-san tiene una amplia visión de ambos vestuarios y, por este motivo, su figura no resulta especialmente del agrado de las chicas más jóvenes, aunque a menudo suele tratarse de una mujer mayor. Esta figura ha tenido en el pasado y sigue teniendo hoy un importante papel social en la comunidad, pues se dedica a conversar con los clientes de ambos sexos y a contar chismes. En los sentō modernos, el bandai a menudo es sustituido por un mostrador similar al de la recepción de un hotel y situado en una sala más exterior, aunque esta tradición aún perdura en algunos lugares de Japón, como Okinawa.

### Zona de baño

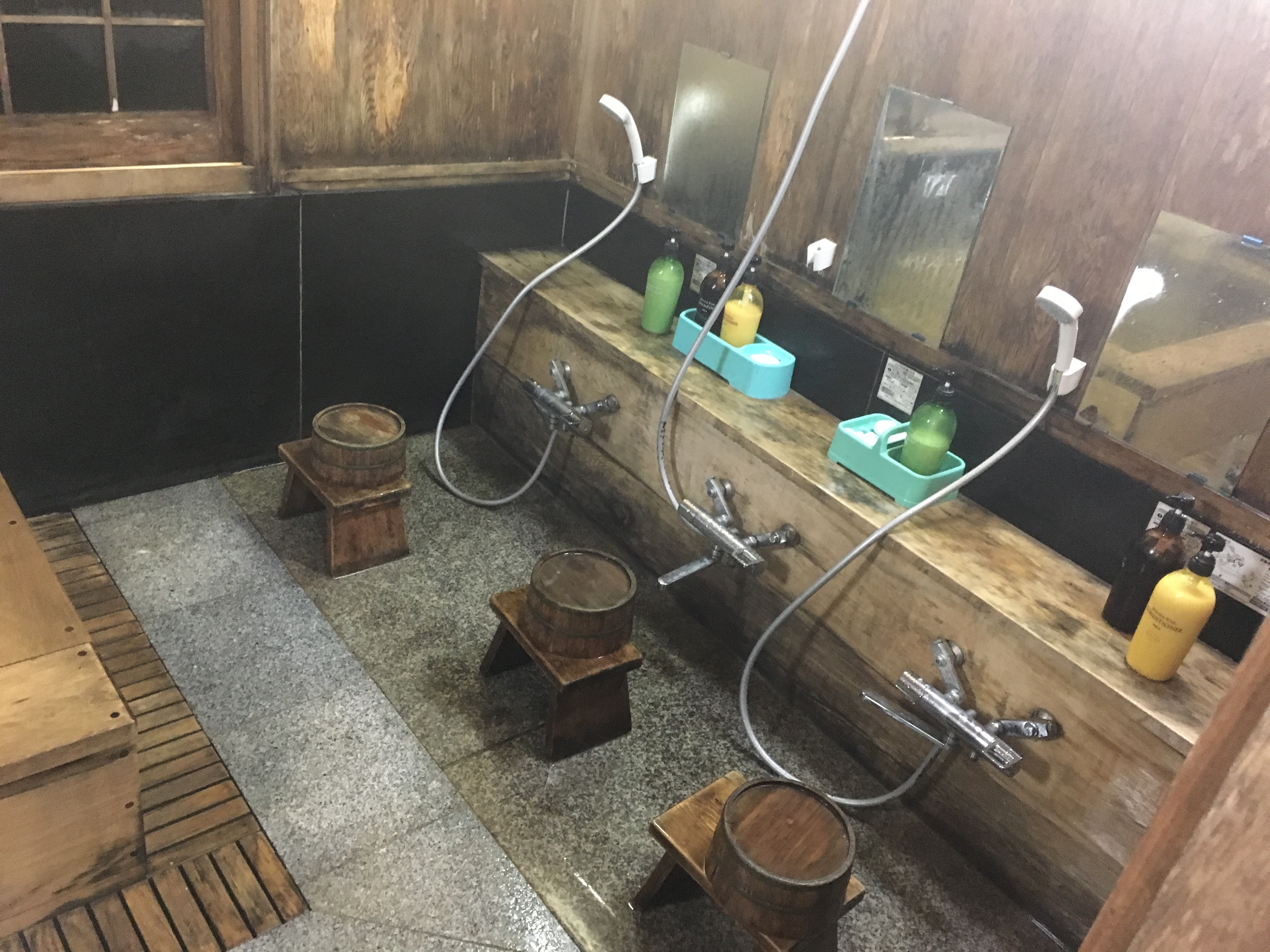
Puestos con duchas y taburetes en un sentō

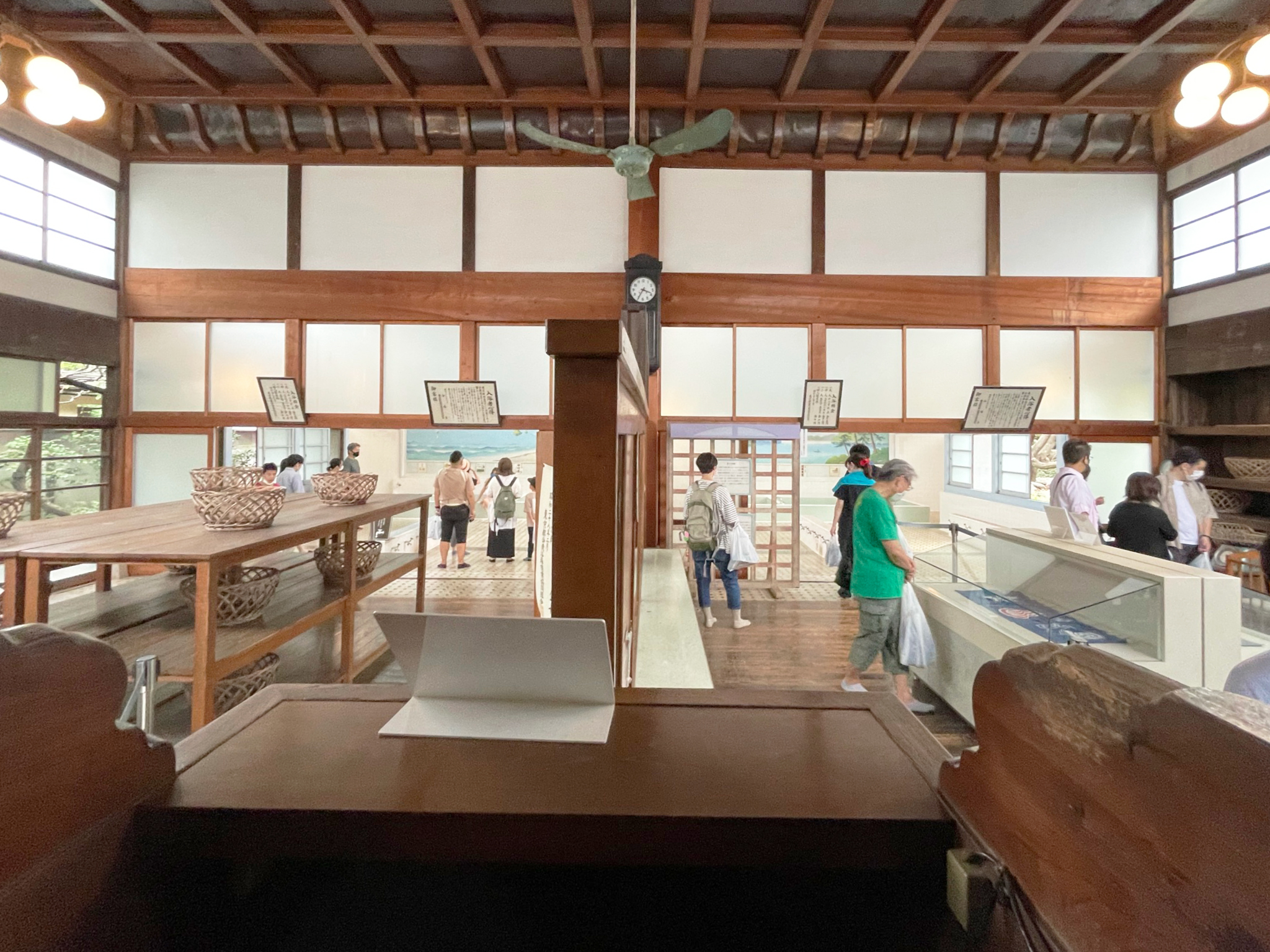
Vista desde el bandai

La zona de baño, que suele ser espaciosa y llana, está separada de los vestuarios por una puerta corredera para que el calor acumulado en el baño no se escape al exterior. Una excepción son los baños de Okinawa, una región del sur de Japón que se caracteriza por su clima cálido y húmedo, lo que hace innecesario retener el aire caliente en el interior. Cerca de la entrada se pueden encontrar pequeños taburetes y barreños, y en el centro de la sala hay instalados varios puestos con grifos de agua caliente y fría y una alcachofa de ducha. A menudo, el muro divisorio entre las zonas masculina y femenina no llega hasta el techo, sino que se acaba a dos tercios de la altura de la sala, con lo que se impide la visión, pero se permite la interacción verbal entre los visitantes.
Las bañeras, que suelen recordar a pequeñas piscinas, pueden ser más de una y tener distintas características: por ejemplo, algunas pueden contener agua caliente o fría o estar equipadas con un sistema eléctrico que descarga una corriente de baja tensión en el agua  (電気風呂 denki-furo?, literalmente "baño eléctrico"). Otras veces, el agua de baño se aromatiza con distintas esencias (por ejemplo, de rosa) que van rotando cada mes.

### Sala de calderas
En la parte trasera del edificio se encuentra la sala de la caldera (釜場 kamaba?), donde se calienta el agua que va a las bañeras. El combustible utilizado varía de un sentō a otro: algunos utilizan electricidad, otros aceite y otros aún emplean virutas de madera. La temperatura del agua suele rondar los 43 °C, mientras que la de las bañeras de agua fría es de 15 °C.

## Aspectos sociales y culturales

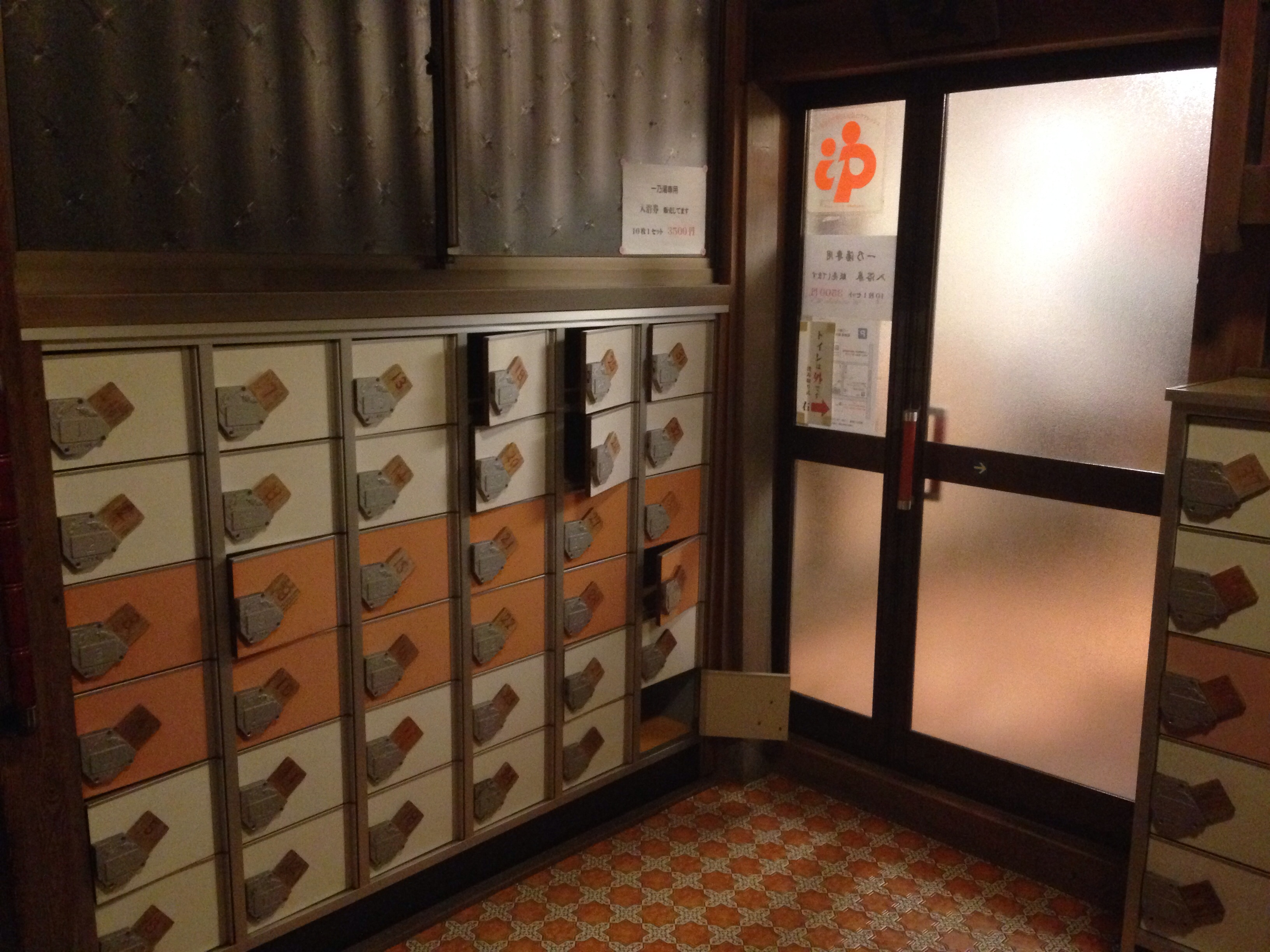
Zapatero de un sentō de Iga (Mie)

### Etiqueta
Los japoneses, cuando acuden al sentō, siguen rigurosamente el ritual del furo, que consiste en sumergirse en la bañera solo después de haberse lavado. Antes de entrar en el local es preciso descalzarse, colocando los zapatos en el zapatero (下駄箱 getabako?) y, tras pagar la correspondiente tarifa de entrada, asegurarse de entrar en el vestuario correcto. Los japoneses también llevan pequeños envoltorios de tela llamados furoshiki (風呂敷?) en los que envuelven la ropa o los accesorios de baño. Una vez dentro del datsuiba, uno se desnuda y se lava sentado en un pequeño taburete colocado frente a un puesto equipado con grifos y una ducha. En la sala de baño se puede encontrar un barreño o un pequeño cubo que facilita la operación de enjuagarse el jabón: de hecho, es sumamente importante que el cuerpo no presente partes aún enjabonadas en el momento de sumergirse en el agua de las bañeras.

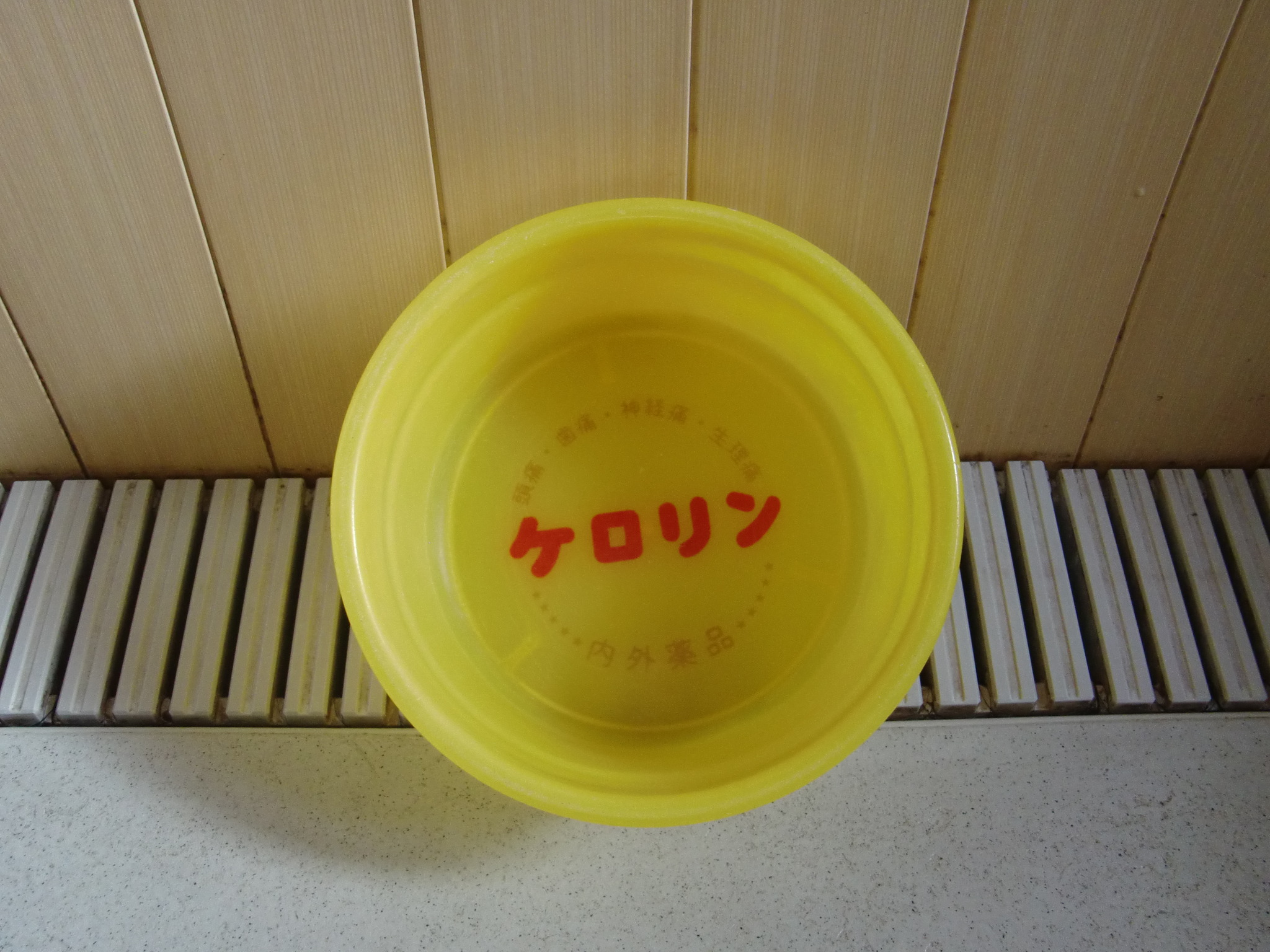
Barreño utilizado en el sentō

Normalmente los japoneses, tras realizar un primer aseo y un baño rápido en la bañera, repiten la operación: se vuelven a lavar y finalmente entran en la bañera para darse un baño más prolongado.
En la mayoría de baños públicos de Japón hay carteles que indican que no se permite la entrada a personas con tatuajes. Aunque oficialmente se aducen razones higiénicas para ello, realmente lo que se pretende es evitar la presencia de miembros de la mafia japonesa, la Yakuza, que suelen llevar todo el cuerpo tatuado. Esta norma suele aplicarse también a los extranjeros, aunque pueden hacerse excepciones en el caso de tatuajes muy pequeños que se puedan tapar, o solicitando permiso expreso al propietario del establecimiento.

### Concepto de la desnudez compartida
En la base del éxito del sentō se hallan algunos conceptos característicos de la cultura japonesa, como el hadaka no tsukiai (裸の付き合い?), que puede traducirse como "desnudez compartida", un término acuñado para describir la costumbre típicamente japonesa de compartir el momento del baño con amigos, familiares, vecinos o incluso desconocidos con el fin de relajarse y socializar; una práctica que, sumada a la casi total falta de intimidad, puede resultar difícil de entender a ojos de un extranjero. En el pasado, concretamente en el período Edo, este hábito se consideraba una forma respetuosa de demostrar que uno no tenía nada que ocultar, y al mismo tiempo de revelar su auténtico ser ante los demás. La desnudez también permitía situar a cualquier individuo en pie de igualdad, en un período de la historia japonesa muy marcado por la división en clases sociales. En el Japón contemporáneo, la forma en que los japoneses se relacionan con la desnudez ha cambiado ligeramente, y muchos jóvenes japoneses sienten vergüenza y pudor ante la idea de mostrarse desnudos delante de otras personas, ya sean conocidas o no. No obstante, el baño público sigue siendo un lugar donde uno puede compartir sus pensamientos con franqueza, en compañía de personas que en ese momento desempeñan el papel de sus amigos más íntimos o de confianza.
Además, aunque el número de sentō está en declive en favor de los baños domésticos privados, es habitual que padres e hijos se bañen juntos, y que cada uno lave la espalda del otro. Este tipo de intimidad física constituye una forma de comunicación llamada skinship (スキンシップ sukinshippu?, un pseudoanglicismo que proviene de skin, "piel", y friendship, "amistad"), que en un contexto más general alude a la relación de intimidad o cercanía entre madres e hijos y, dentro de la cultura de Japón, constituye una fase fundamental en el crecimiento emocional de los niños. Este concepto también se puede aplicar a las relaciones entre adultos en el entorno laboral: por ejemplo, no es infrecuente que se organicen reuniones de empresa en baños públicos y que los empleados más jóvenes laven la espalda a sus superiores, ya que ello permite estrechar y afianzar las relaciones personales.

### Murales

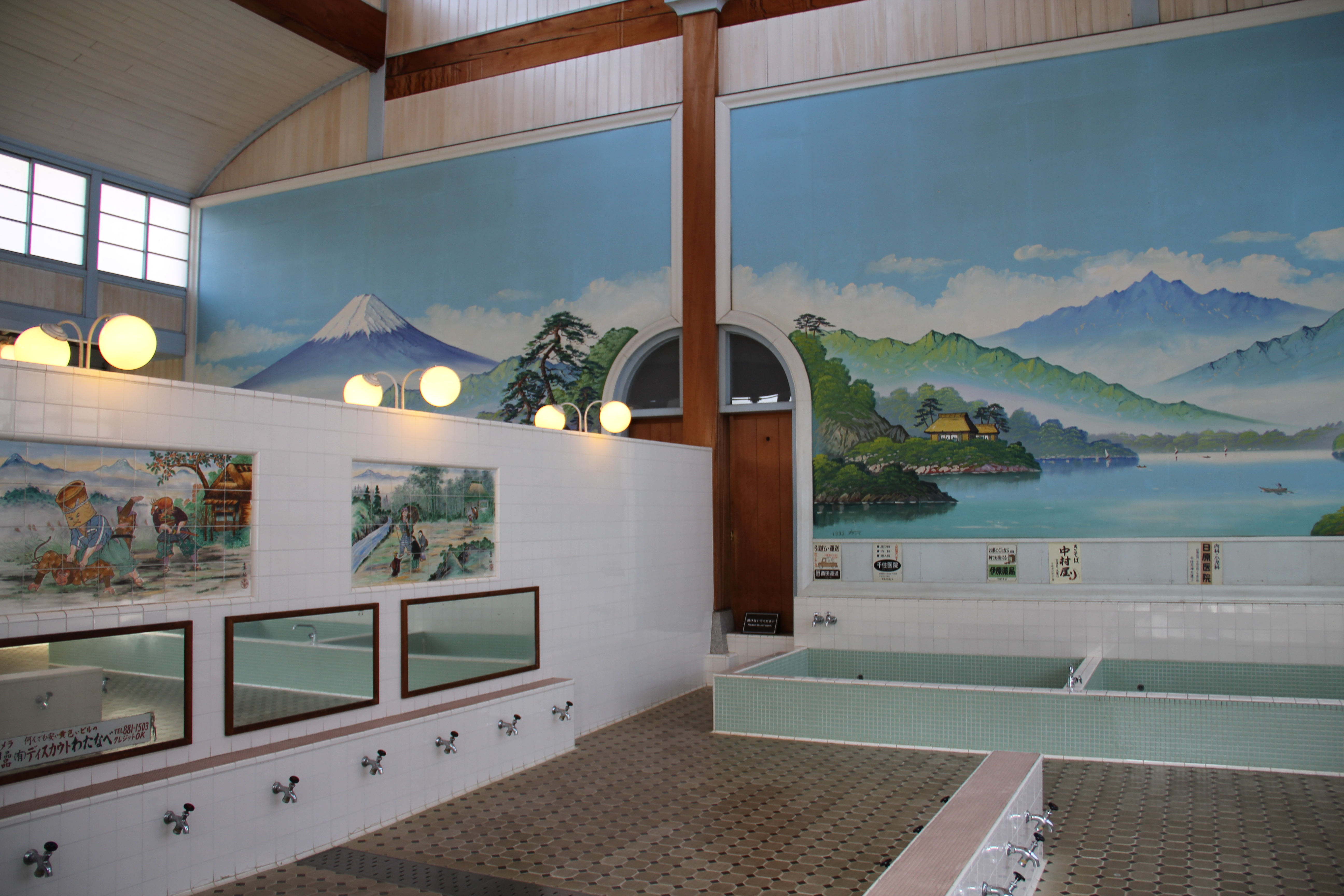
Interior de los baños del Museo al Aire Libre de Edo-Tokio. El mural representa un paisaje, con el monte Fuji a la izquierda

Una de las particularidades de los sentō son los grandes murales pintados a mano que representan paisajes relajantes (por ejemplo, fluviales u oceánicos) o escenas que representan la vida y la actividad en el interior del baño público. Uno de los motivos más populares es el monte Fuji. Los murales suelen pintarse en la pared divisoria entre los dos vestuarios y, a pesar de su tamaño (a menudo alcanzan los 10 metros de longitud), se suelen terminar en un par de horas. En los tiempos de esplendor de los sentō, los pintores especializados en esta labor llegaban a ganar hasta 40 000 o 50 000 yenes por cuadro, lo que la convertía en una de las profesiones más cotizadas de Japón. Con la disminución del número de sentō, esta actividad también decayó, y en la actualidad quedan muy pocos pintores especializados.

### En la cultura popular
Los sentō ocupan un papel central en el manga de 2008 Thermae Romae, de Mari Yamazaki, convertido en 2012 en un anime y una película de imagen real protagonizada por Hiroshi Abe y Aya Ueto. La historia, ambientada en la Antigua Roma, narra las hazañas de un ingeniero en crisis que, a través de un viaje en el tiempo al Japón moderno, se inspira en los baños públicos japoneses para construir termas de última generación una vez regresa a la Antigua Roma.